# Re-ac-tor
Re-ac-tor es el decimotercer álbum de estudio del músico canadiense Neil Young, publicado por la compañía discográfica Reprise Records en noviembre de 1981.
El álbum, grabado con la banda Crazy Horse, enlaza el sonido eléctrico del músico a finales de la década de 1970 con su creciente interés por nuevos géneros como el new wave. El sonido simplista y sobresaturado de las canciones puede verse como una continuación de temas influidos por el punk y presentes en Rust Never Sleeps como «Sedan Delivery». Además, Re-ac-tor supuso el primer trabajo en el que Young usó el synclavier, un instrumento prominente en álbumes posteriores como Trans (1982) y Landing on Water (1986).
Re-ac-tor incluía en la contraportada la plegaria de la Serenidad en latín: «Deus, dona mihi serenitatem accipere res quae non possum mutare, fortitudinem mutare res quae possum, atque sapientiam differentiam cognoscere» (que puede traducirse al español como: «Señor, concédeme serenidad para aceptar aquellas cosas que no puedo cambiar, valor para cambiar lo que puede cambiarse y sabiduría para distinguir lo uno de lo otro»).
En agosto de 2003, Young publicó Re-ac-tor por primera vez en disco compacto con sonido HDCD como parte del catálogo Neil Young Archives Digital Masterpiece Series junto a Hawks & Doves, American Stars 'N Bars y On the Beach.

## Recepción
Tras su publicación, Re-ac-tor obtuvo reseñas mixtas de la prensa musical. William Ruhlmann de Allmusic escribió: «Neil Young emplea a Crazy Horse para ayudarlo a golpear un conjunto de hard rock empapado en guitarras y construido de material arrojado conjuntamente. El grupo toca con fuerza, como siempre, pero las letras son incompletas, aparentemente improvisadas (el punto más bajo es "T Bone", que consiste en los versos: "Got mashed potato, ain't got no t-bone" repetidos una y otra vez) y frecuentemente malhumoradas, como en "Motor City", donde Young critica los coches japoneses, y "Rapid Transit", que da un golpe fuerte a la música new wave mientras suena como unos Talking Deads de segunda categoría».
Desde el punto de vista comercial, Re-ac-tor llegó al puesto 27 de la lista estadounidense Billboard 200 y a la posición 20 de la lista Canadian Albums Chart. En el Reino Unido, el álbum alcanzó el puesto 69 de la lista UK Albums Chart, su peor posición en toda su carrera musical. Por otra parte, el sencillo «Southern Pacific» alcanzó el puesto 22 en la lista Mainstream Rock Tracks y el 70 en la lista Billboard Hot 100.

## Lista de canciones
Todas las canciones escritas y compuestas por Neil Young. 
| Cara A |                                 |          |  |
| N.º    | Título                          | Duración |  |
| 1.     | «Opera Star»                    | 3:31     |  |
| 2.     | «Surfer Joe and Moe the Sleaze» | 4:15     |  |
| 3.     | «T-Bone»                        | 9:10     |  |
| 4.     | «Get Back on It»                | 2:14     |  |

| Cara B |                    |          |  |
| N.º    | Título             | Duración |  |
| 1.     | «Southern Pacific» | 4:07     |  |
| 2.     | «Motor City»       | 3:11     |  |
| 3.     | «Rapid Transit»    | 4:35     |  |
| 4.     | «Shots»            | 7:42     |  |

## Personal
Músicos
- Neil Young: guitarra, piano y voz.
- Crazy Horse:
  - Frank Sampedro: guitarra y coros.
  - Billy Talbot: bajo y coros.
  - Ralph Molina: batería, percusión y coros.

## Posición en listas
| País           | Lista                    | Posición |
| -------------- | ------------------------ | -------- |
| Canadá         | Canadian Albums Chart    | 20       |
| Estados Unidos | Billboard 200            | 27       |
| Noruega        | VG-lista Albums Chart    | 24       |
| Nueva Zelanda  | New Zealand Albums Chart | 4        |
| Reino Unido    | UK Albums Chart          | 69       |
| Suecia         | Albums Top 60            | 32       |

| Sencillo           | Lista                  | Posición más alta |
| ------------------ | ---------------------- | ----------------- |
| «Southern Pacitic» | Mainstream Rock Tracks | 22                |
| «Southern Pacitic» | Billboard Hot 100      | 70                |